# Kasteel van Versailles

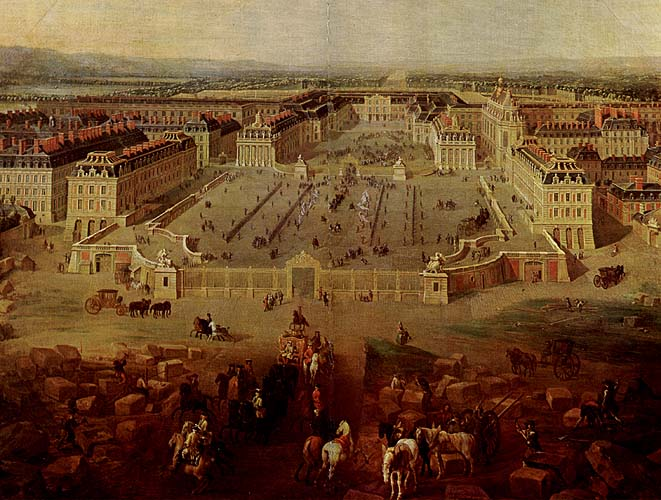
Het kasteel in 1715 door de ogen van Pierre-Denis Martin

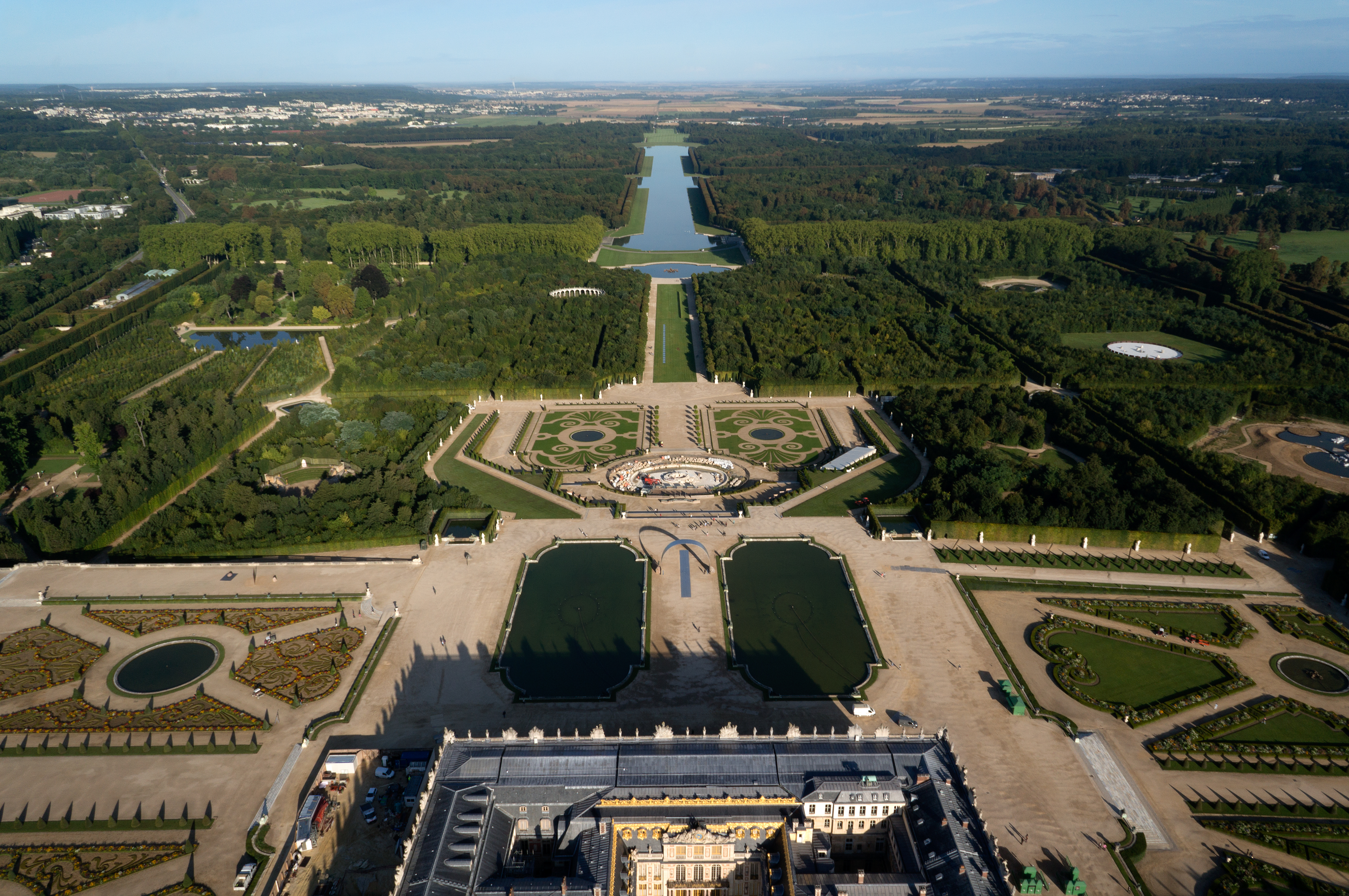
Tuin gezien vanuit de lucht.

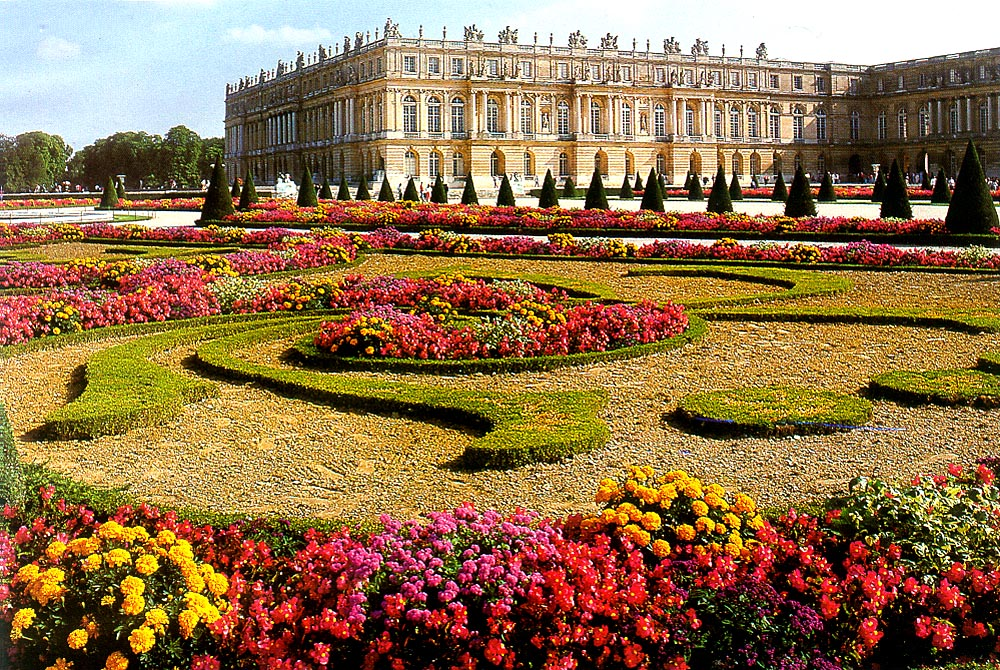
Het kasteel gezien vanuit de tuinen

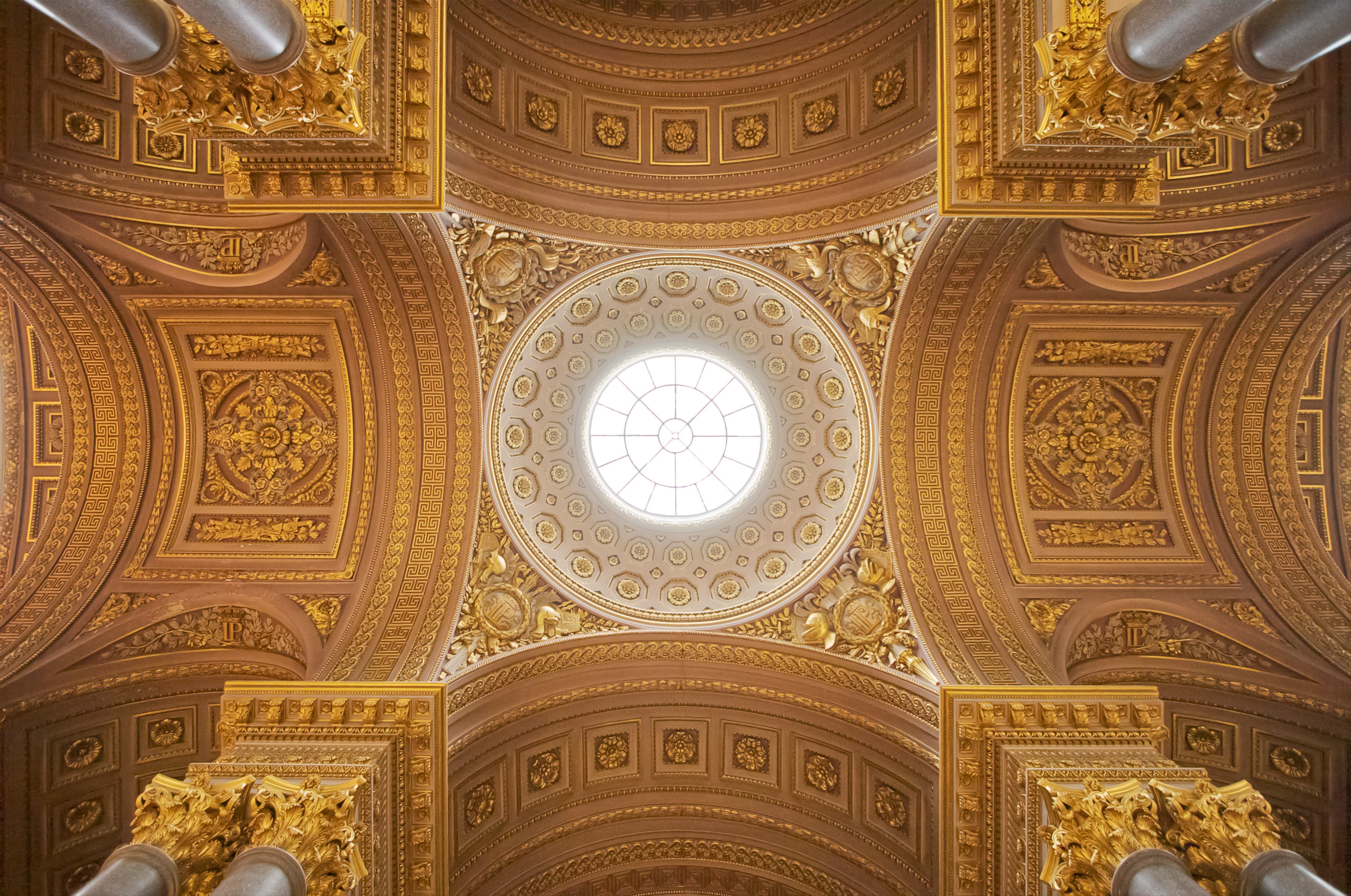
Het centrale gedeelte van het plafond van de Galerij der veldslagen

Het Kasteel (of Paleis) van Versailles (Frans: Château de Versailles) is een kasteel en sinds 1792 een nationaal museum, het Musée des châteaux de Versailles et de Trianon, in de Franse stad Versailles, op een twintigtal kilometer van Parijs.

## Beschrijving
Het is een van de grootste kastelen ter wereld en een van de meestbezochte bezienswaardigheden van Frankrijk (meer dan vijf miljoen bezoekers per jaar, waarvan driekwart buitenlanders).
In het Nederlands, net als in veel andere talen, wordt vaak van het paleis van Versailles gesproken. In Frankrijk en ook wel in andere landen wordt de benaming palais echter enkel gebruikt voor een gebouw in de stad, een soortgelijk gebouw op het platteland wordt château genoemd. Het kasteel van Versailles lag van oorsprong op het platteland (de stad Versailles is later in opdracht van Lodewijk XIV naast het kasteel gebouwd) en bovendien was het oorspronkelijk een echt kasteel dat door de verbouwingen de allure van een "paleis" kreeg.
In 1624 werd bij het dorp Versailles een jachtslot van rode baksteen en zandsteen voor koning Lodewijk XIII opgetrokken. Zijn zoon Lodewijk XIV breidde het uit tot een reusachtig bouwwerk in een 800 hectare groot domein. De eerste architect was Louis Le Vau. In 1680, onder leiding van de architect Jules Hardouin-Mansart, werd het kasteel enorm vergroot. Het interieur werd door Charles Le Brun beschilderd.
Het kasteel van Versailles was bekend om zijn weelderige hoffeesten en strenge protocol; het is daarom het symbool bij uitstek voor het ancien régime. Het paleis bezat 226 woningen en dubbel zoveel appartementen voor een persoon. Men schat dat er op het einde van de regeerperiode van Lodewijk XIV dagelijks tussen de 3000 en 10.000 hovelingen in Versailles verbleven, de ene uit nieuwsgierigheid, de andere uit relationele motieven, maar de meeste om hun brood te verdienen.
Het kasteel, de voornaamste residentie van de Franse koning, was ook het regeringscentrum en het militaire hoofdkwartier van Frankrijk. Tot het domein behoren onder andere:
- Het kasteel zelf
- De Franse tuin
- "Les grandes écuries"; de grote stallen
- "Les petites écuries"; de kleine stallen
- Het Groot Trianon; een reusachtig tuinhuis
- Het Klein Trianon; een lustslot in de tuinen
- "Le Hameau de la Reine"; het dorpje van de koningin
- De grote ommuurde "potagerie"; moestuin van de koning (nog steeds in gebruik)
- Het "Grand Quarré des Offices-Commun", kortweg "Grand Commun"; dit bood onderdak aan een 600-tal hovelingen
- "L'aile des Ministres Nord"; de noordelijke ministersvleugel
- "L'aile des Ministres Sud"; de zuidelijke ministersvleugel
- "La salle du Jeu de Paume"; de kaatsbaan waar in 1789 de befaamde eed werd afgelegd
- De Oranjerie

De grote en kleine stallen zijn ongeveer even groot. Het verschil is functioneel: in de kleine stallen stonden de paarden voor de jacht, in de grote stallen waren de paarden voor de koetsen ondergebracht. Nu staat daar een collectie koetsen en sleden.

## Interieur van het kasteel

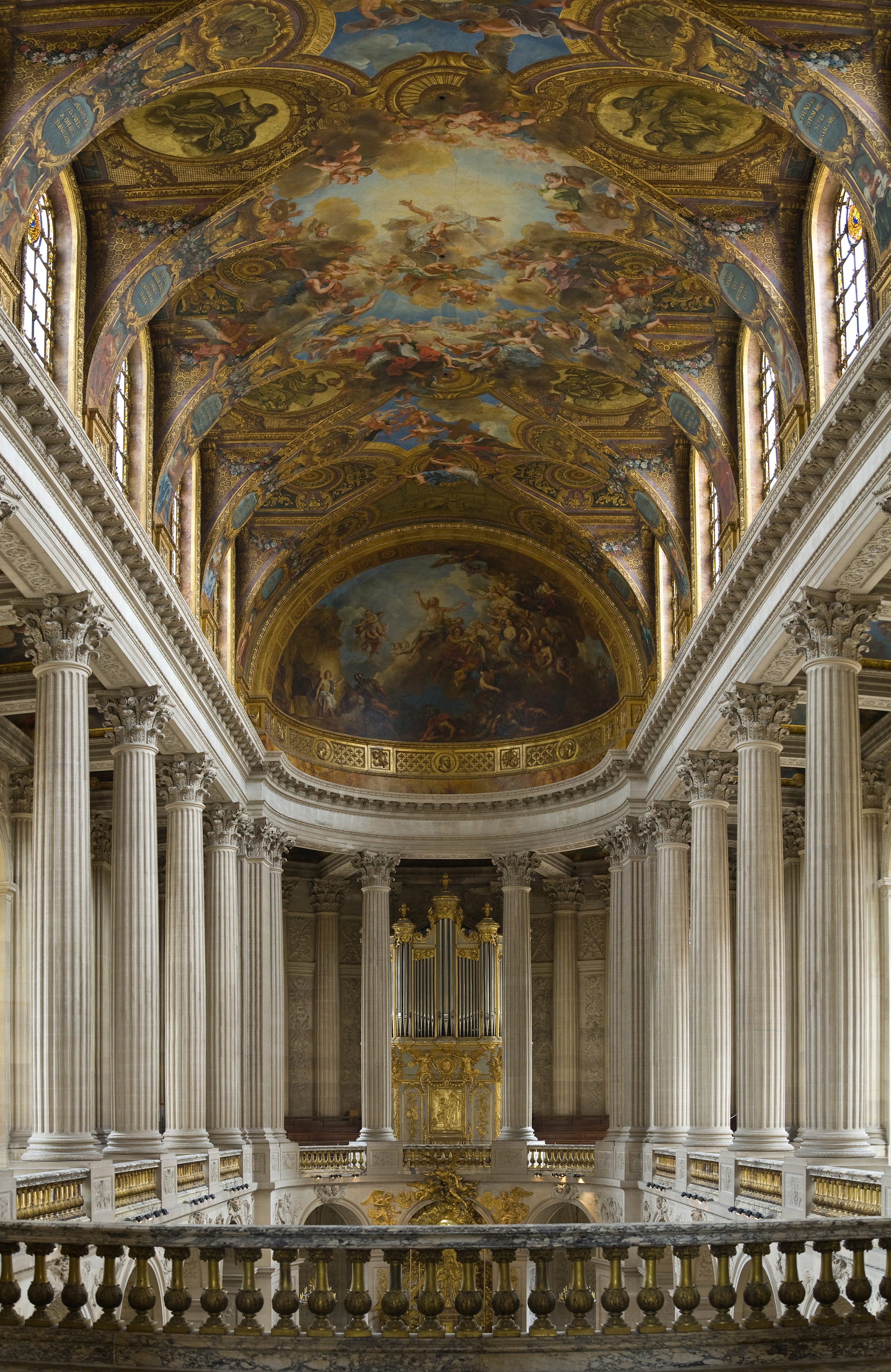
De Kapel gezien vanuit de Koninklijke Loge

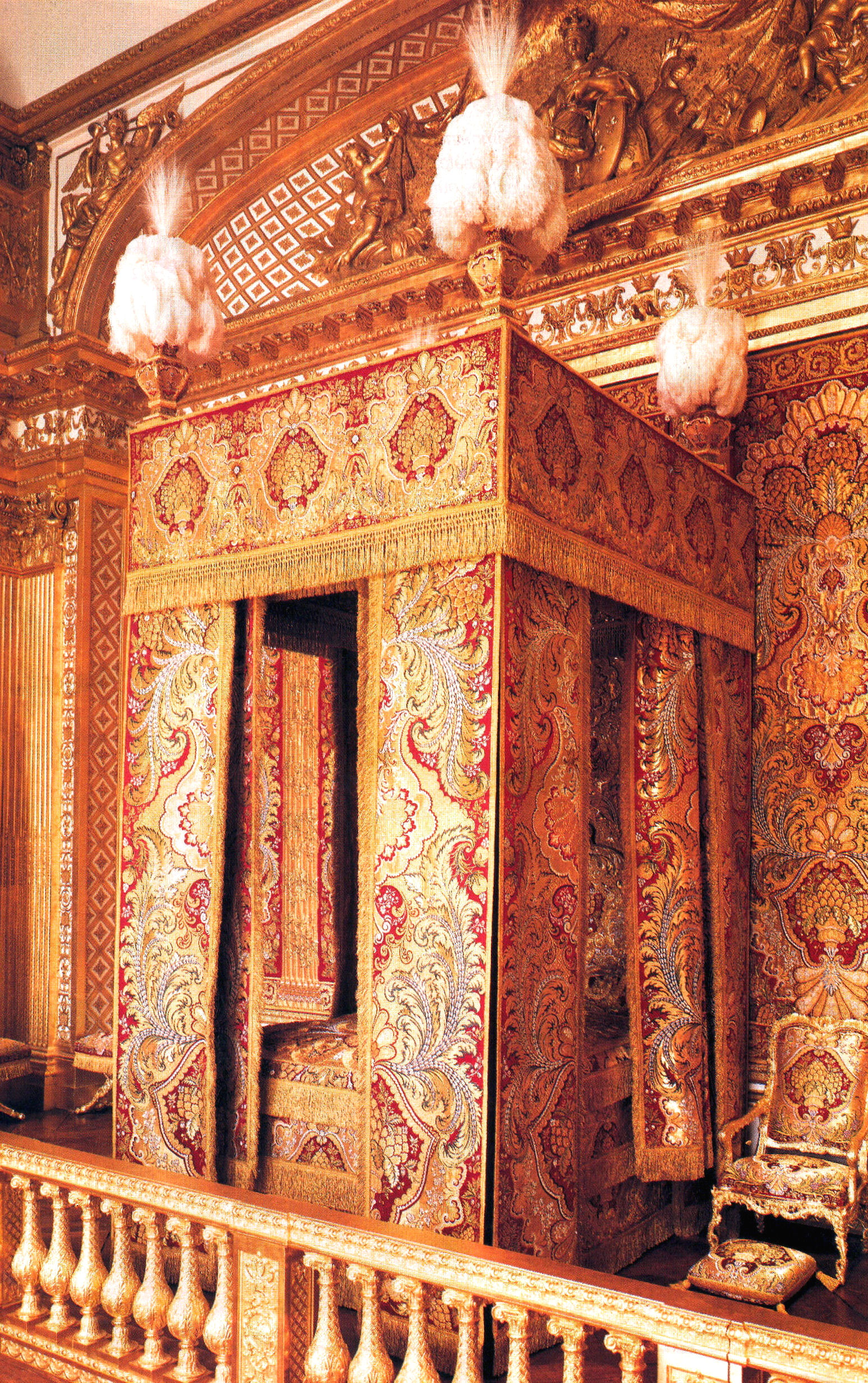
Het gereconstrueerde paradebed van Lodewijk XIV

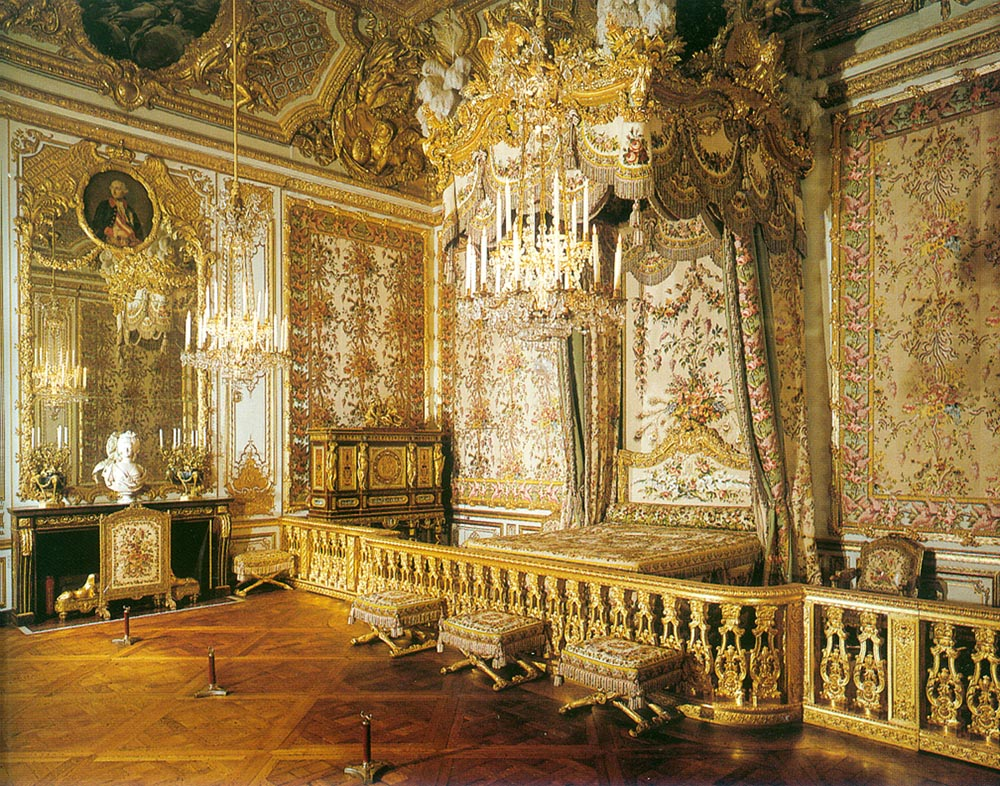
De slaapkamer van Marie Antoinette in het grote appartement van de koningin

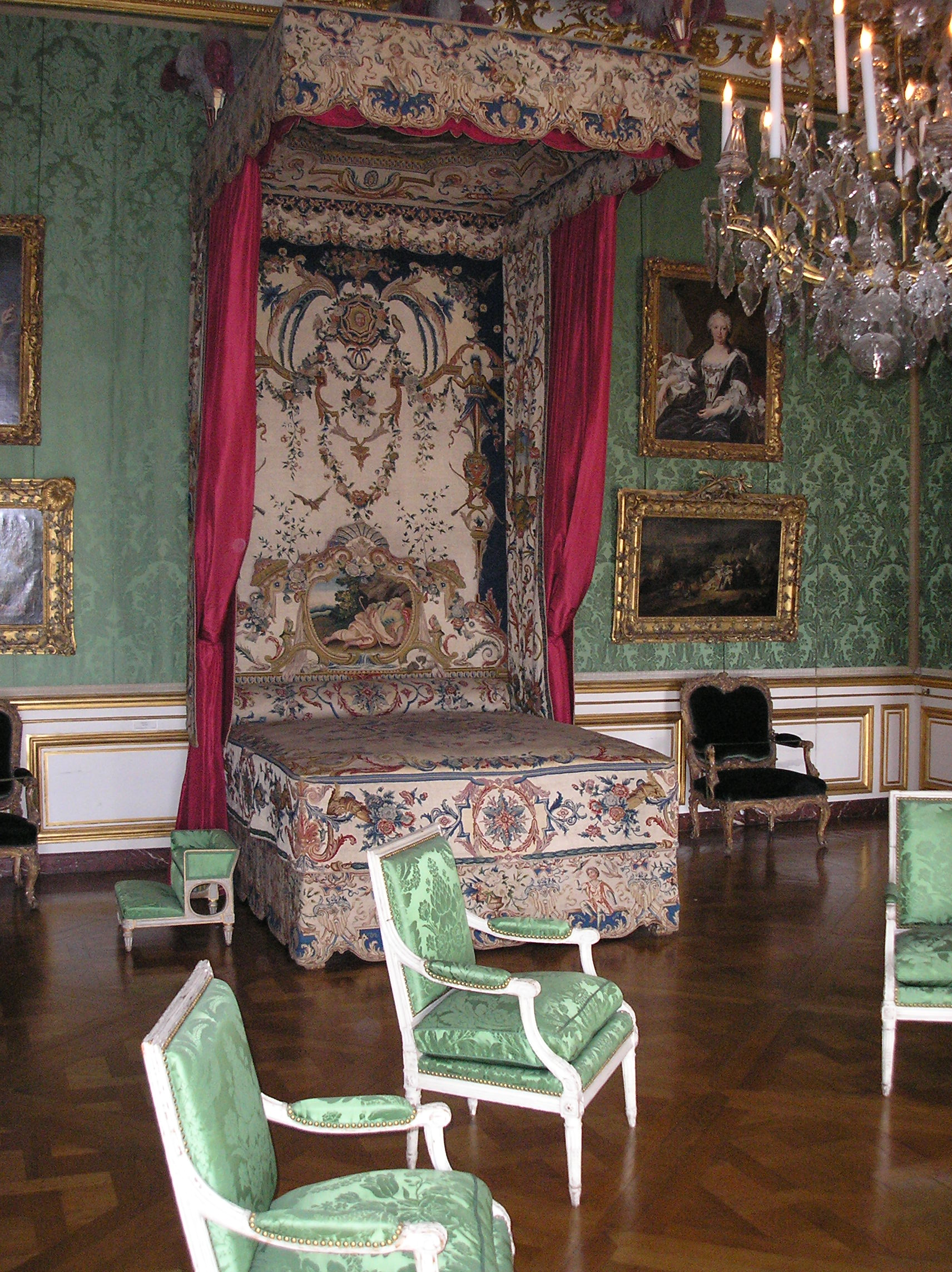
De slaapkamer van de Dauphin, 18e eeuw

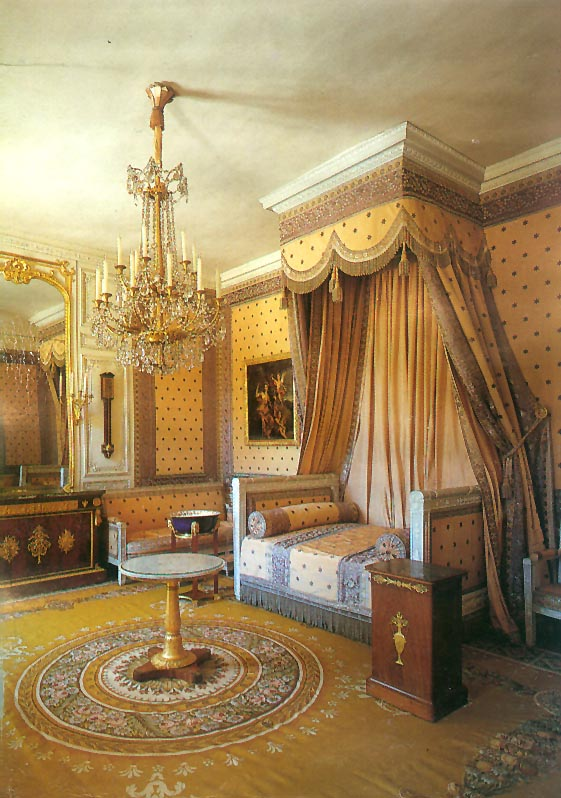
De slaapkamer van Napoleon, Groot Trianon

### Enkele zalen en vertrekken van het kasteel
| - Spiegelzaal (kasteel van Versailles) - Het grote appartement van de koning - De koninklijke vertrekken - Het grote appartement van de koningin - De Oorlogszaal - De Vredeszaal - De zaal der Edelen - De kroningszaal - De zaal van 1792 - De Galerij der veldslagen - De Koninginnetrap - De Slaapkamer van Lodewijk XV - De Salon van Apollo |  | - De raadkamer - De nieuwe zalen - De privévertrekken van de koning - De privévertrekken van de koningin - De privévertrekken van de Dauphin - De vertrekken van Madame du Barry - De vertrekken van Marie Adélaïde van Frankrijk - De vertrekken van Victoire Louise van Frankrijk - De Koninklijke Opera - De kleine vertrekken van de koning - De zalen van de Revolutie, het consulaat en het empire - Het historisch museum, de 19e-eeuwse zalen |

Het meubilair bestaat grotendeels uit een grote collectie Franse meubelen in Barok, Classicistische en Empirestijl. Een deel van het meubilair van Lodewijk XIV is bewaard, zoals de bekende commodes van André-Charles Boulle.
Sommige stukken zijn verloren gegaan, zoals vroege bureaus van Pierre Golle en het fameuze massief zilveren meubilair dat al door de Zonnekoning werd omgesmolten om zijn oorlogen te betalen.

Ook de wereldberoemde secretaire van Lodewijk XV door Jean-François Oeben bleef bewaard. Andere meubelmakers van belang waren Georges Jacob en Auburtin Gaudron, die zijn werkplaats had in de rue Saint-Honoré.
Het interieur werd verzorgd door de Koninklijke Academie voor Beeldhouw- en Schilderkunst; het werd een echte grote parel van de Franse Barok. De minister van Financiën Colbert had een invoerverbod opgelegd voor de luxeproducten die Frankrijk ook zelf produceerde; de fabricage van wandtapijten, linnen, kant, stoffen, meubels, spiegels en glas werd daardoor sterk bevorderd. Colbert zorgde ervoor dat de belangrijkste lieden in een koninklijke manufactuur werden tewerkgesteld. De mooiste stukken werden dan naar Versailles gestuurd waar zij werden bewonderd door de hovelingen en de talloze ambassadeurs. Zo was Versailles een etalage van het allerbeste dat Frankrijk te bieden had.
Het weelderige interieur werd gebaseerd op de barokke Italiaanse stijl en de vele salons werden dan ook met marmer aangekleed. De koning wilde daarvoor de marmergroeven in de Pyreneeën, die niet meer waren gebruikt sinds de val van Rome, weer laten ontginnen. Het mercantilisme, een economisch systeem dat door minister Colbert werd toegepast, hield immers in dat een land zo veel mogelijk zelf moest produceren en zo weinig mogelijk diende in te voeren.
Versailles was, behalve een prestige-object van een megalomane en ijdele koning, dus ook een economisch project. Aan het begin van de regering van Lodewijk XIV gaf Italië in Europa de toon aan op het gebied van mode, architectuur en luxe. Aan het eind van de 18e eeuw was dat, dankzij de etalage van Franse kunstnijverheid die Versailles was, sterk veranderd. Frankrijk gaf nu in heel Europa de toon aan.

### Koninklijke slaapkamer
De koninklijke slaapkamer is het hart van het kasteel. Deze ruimte is niet alleen de fysieke kern van het gebouw, het is ook de spil waar de bewegingen van de duizenden hovelingen omheen draaiden als waren zij inderdaad de satellieten van de Zonnekoning. Hier ging de vorst slapen onder het waakzame oog van Frankrijk. Een sculptuur (Frankrijk waakt over de Vorst) met deze naam is de illustratie van de koninklijke almacht.
Centraal staat het grote paradebed; de koning sliep en stierf in een hemelbed. Voor de draperieën werden alleen de kostbaarste stoffen gebruikt, zoals rode en gouden zijde en brokaat. De stoffen zijn niet bewaard gebleven, het protocol van het hof schreef immers voor dat de hofmaarschalk recht had op de complete inventaris van de sterfkamer van de koning. Voor het bed staat een vergulde balustrade. Alleen bevoorrechte hovelingen mochten daarachter komen.
De kamer is voorzien van uitbundige verguldsels en is versierd met wandtapijten en een paar schilderijen door de koning zelf uitgekozen. Door de grote halfronde ramen heeft men uitzicht op de Cour de Marbre en de stad.
Rond de slaapkamer liggen de zalen van het kleine appartement des konings: de zaal van de lijfwachten, de voorkamer van het groot servies, de voorkamer die men "l'Oeil-de-bœuf" (het ossenoog) noemde, de kamer des konings en het raadskabinet. Via kleine trappen kon de koning discreet zijn badkamers op de benedenverdieping bereiken.

## Versailles als inspiratiebron
In de achttiende eeuw was Versailles toonaangevend voor de architectonische uitbeelding van de absolute monarchie. Verspreid over Europa verrezen paleizen en lusthoven die in sterke mate zijn geïnspireerd op Versailles, of werden (net als Versailles zelf) reeds bestaande residenties in barokstijl herbouwd. Hiermee kwamen expliciet de absolutistische aspiraties van de opdrachtgever tot uiting. Enkele voorbeelden zijn het Koninklijk Paleis te Madrid, het Paleis van Caserta, Jachtslot Stupinigi, Schönbrunn bij Wenen, Sanssouci in Potsdam, Augustusburg in Brühl, de Residentie van Würzburg, Nymphenburg en Schleissheim bij München, Paleis Het Loo in Apeldoorn, Drottningholm bij Stockholm, het Branicki-paleis te Białystok, het Rundāle-paleis in Letland, Peterhof en het Catharina-paleis van Tsarskoje Selo (nu Poesjkin) bij Sint-Petersburg.
In 1878 gaf Lodewijk II van Beieren opdracht tot de bouw van Herrenchiemsee. Deze gedeeltelijke kopie van de middenvleugel van Versailles bevat onder andere een getrouwe reconstructie van de door Lodewijk XV afgebroken Ambassadeurstrap.
Ook voor de niet-adellijke elites van de negentiende eeuw heeft Versailles als inspiratiebron gediend bij de bouw van particuliere villa's. Het neoclassicistische exterieur van Marble House, gebouwd voor William K. Vanderbilt in Newport (Rhode Island) is gemodelleerd op het Klein Trianon, terwijl in het interieur de barokstijl van Lodewijk XIV domineert. Versailles wordt hier bovendien letterlijk geciteerd door portretten en borstbeelden van de Zonnekoning.
De Franse oceaanlijner France (1910) stond bekend als 'het Versailles van de Atlantische Oceaan' vanwege de stijl van de inrichting van de eerste klas.

## Historische gebeurtenissen
- De kleine Mozart gaf in Versailles een concert voor koningin Maria Leszczyńska.
- In 1783 vertoonden de Gebroeders Montgolfier hier een experiment voor de koning: de eerste ballonvlucht met passagiers. In de luchtballon zaten een eend, een haan en een schaap.
- In oktober 1789 bereikt de Franse Revolutie het kasteel; Marie Antoinette vluchtte via een geheime gang naar de kamer van de koning. Gedeelten van deze gang die op een creatieve manier in de benedenverdieping waren gebouwd, zijn bewaard gebleven.
- In 1871 werd hier Wilhelm I van Pruisen uitgeroepen tot Duits keizer.
- Op 28 juni 1919 werd het Verdrag van Versailles in de Spiegelzaal ondertekend.
- In de aanloop naar de Duitse inval van mei 1940 gaven de Franse autoriteiten opdracht om Versailles uit voorzorg te ontruimen. Tegen de ramen werden houten schotten geplaatst om de kans op rondvliegend glas bij granaatinslagen te verminderen. De belangrijkste verplaatsbare kunstobjecten werden ondergebracht in een aantal Loire-kastelen; onder andere Chambord, Brissac en Serrant fungeerden gedurende de oorlog als tijdelijke depots.[1]
- Op 26 juni 1978 pleegden Bretonse separatisten van het Front de Libération de la Bretagne (FLB) een bomaanslag in de zuidvleugel. Eén bewaker raakte gewond en de Veldslagengalerij liep aanzienlijke schade op.
- Op 10-11 maart 2022 vond in het Salon van Hercules de informele bijeenkomst plaats van staatshoofden en regeringsleiders van de Europese Unie, over de Russische inval in Oekraïne. Naar aanleiding hiervan werd de Verklaring van Versailles opgesteld.

## Historisch filmdecor
- Valmont (1989) - regie: Miloš Forman
- Marie Antoinette (2006) - regie: Sofia Coppola
- The Man in the Iron Mask (1998) - regie: Randall Wallace
- Versailles (televisieserie) (2015-2018)

## Trivia
- Lodewijk XIV had drie jachthonden: Bonne, Ponne en Nonne; zij werden vereeuwigd op een doek van François Deportes. De vestibule van de privéappartementen stond bekend als de "Salon des chiens" (Salon van de honden), omdat Lodewijk XV hier zijn favoriete honden liet slapen.
- Kunstenaars die het kasteel hebben bezocht:

Molière, Lully, Racine, Marin Marais, Couperin, Louis Marchand, Telemann, Mozart, Farinelli, Mlle Mars, Berlioz, Sarah Bernardt, Fauré, Saint-Saëns, Jessye Norman, Luciano Pavarotti, Ruggiero Raimondi, Plácido Domingo, Barbara Hendricks, Alexis Weissenberg, Dee Dee Bridgewater, Felicity Lott, Riccardo Muti, Michel Chapuis, Pierre Henry, William Christie, Jordi Savall, Jean-Claude Malgoire, Gustav Leonhardt, René Jacobs, Daniel Barenboim, Jean-Michel Jarre.
- Ten tijde van Lodewijk XIV was er bijna geen hygiëne, toiletten bestonden niet en baden was voor velen een uitzonderlijk gebeuren. De tienduizenden hovelingen moesten dus creatief hun behoeftes doen, en verbruikten veel parfum...
- Koning Lodewijk XIV zelf bezat wel een uitgebreid "appartement des bains" op de begane grond van het paleis. Het appartement is later omgebouwd en men kan de koninklijke badkuip in de vloer van de oranjerie terugvinden.